# Angustopila dominikae
Angustopila dominikae  (лат.) — вид микроскопических лёгочных улиток рода Angustopila из семейства Hypselostomatidae. Эндемик Китая.

## Распространение
Китай, провинция Гуанси, Jiaole Cun (交乐村), на высоте 590 м, 24°7.045'N, 107°7.847'E.

## Описание
Длина 0,86 мм, самые мелкие в мире представители своей группы. Несколько ракушек могут одновременно разместиться в игольном ушке. Обнаружены в расщелинах известняковых холмов. Впервые ракушка нового вида (в которых не удалось найти образцов ДНК) была найдена в 2013 году венгерским путешественником Андрашем Хуньяди (András Hunyadi). Основная окраска раковины светло-серая, на выходе она имеет отверстие с двумя париетальными зубами и одним палатальным. Однако, так как живые улитки найдены не были, образ их жизни остаётся неисследованным. Предположительно, улитки питаются на плёнках из водорослей, которые появляются после дождей. Первое научное описание опубликовано в 2015 году японскими, венгерским и швейцарским зоологами Барной Палль-Гергей (Barna Páll-Gergely, Shinshu University, Мацумото, Япония), Андрашем Хуньяди (András Hunyadi, Будапешт, Венгрия), Адриенной Йохум (Adrienne Jochum, University of Bern & Naturhistorisches Museum der Bürgergemeinde Bern, Берн, Швейцария) и Такахиро Асами (Takahiro Asami, Shinshu University, Мацумото, Япония). Видовое название дано в честь Доминики Палл-Гергли (Mrs. Dominika Páll-Gergely), супруги одного из исследователей и первого автора.

## Охранный статус
С момента своего обнаружения этот вид рассматривается подпадающим под статус «Виды на грани исчезновения» (Critically Endangered) по критериям Международного союза охраны природы (IUCN), а разработка карьера в единственном месте его обитания может стать главной угрозой его существованию.